# Boarmia thermea
Boarmia thermea är en fjärilsart som beskrevs av Edward Meyrick 1892. Boarmia thermea ingår i släktet Boarmia och familjen mätare. Inga underarter finns listade i Catalogue of Life.